# Portal de Baix (Barberà de la Conca)
El Portal de Baix és una obra de Barberà de la Conca (Conca de Barberà) protegida com a Bé Cultural d'Interès Local.

## Descripció
Restes de l'antic portal de Baix de la vila. Es poden veure, recobertes per l'enguixat de la casa, algunes dovelles del brancal de l'antic portal.

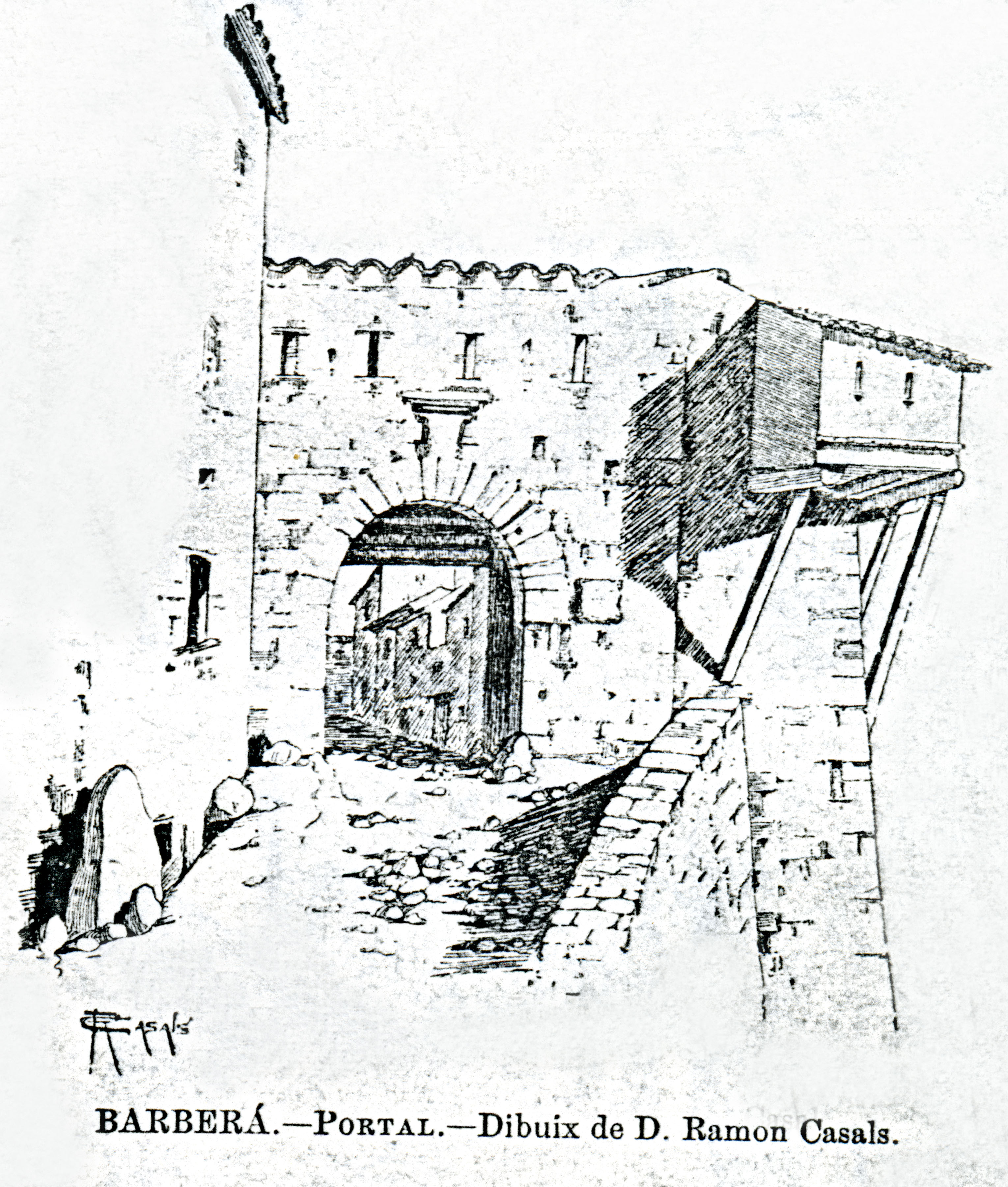
Barberà "El Portal" (portal de baix), segons un dibuix de 1890

## Història
La muralla del poble tenia diferents portals: el de Fillol, el de Grau, el de Baic i el de Dalt. A finals del segle xix, també se’n documenta un portal al carrer Sant Victorià. A finals del segle xix, encara consta la seva existència i sembla que s'enderrocà el 1913.